# Ultraorthodoxes Judentum

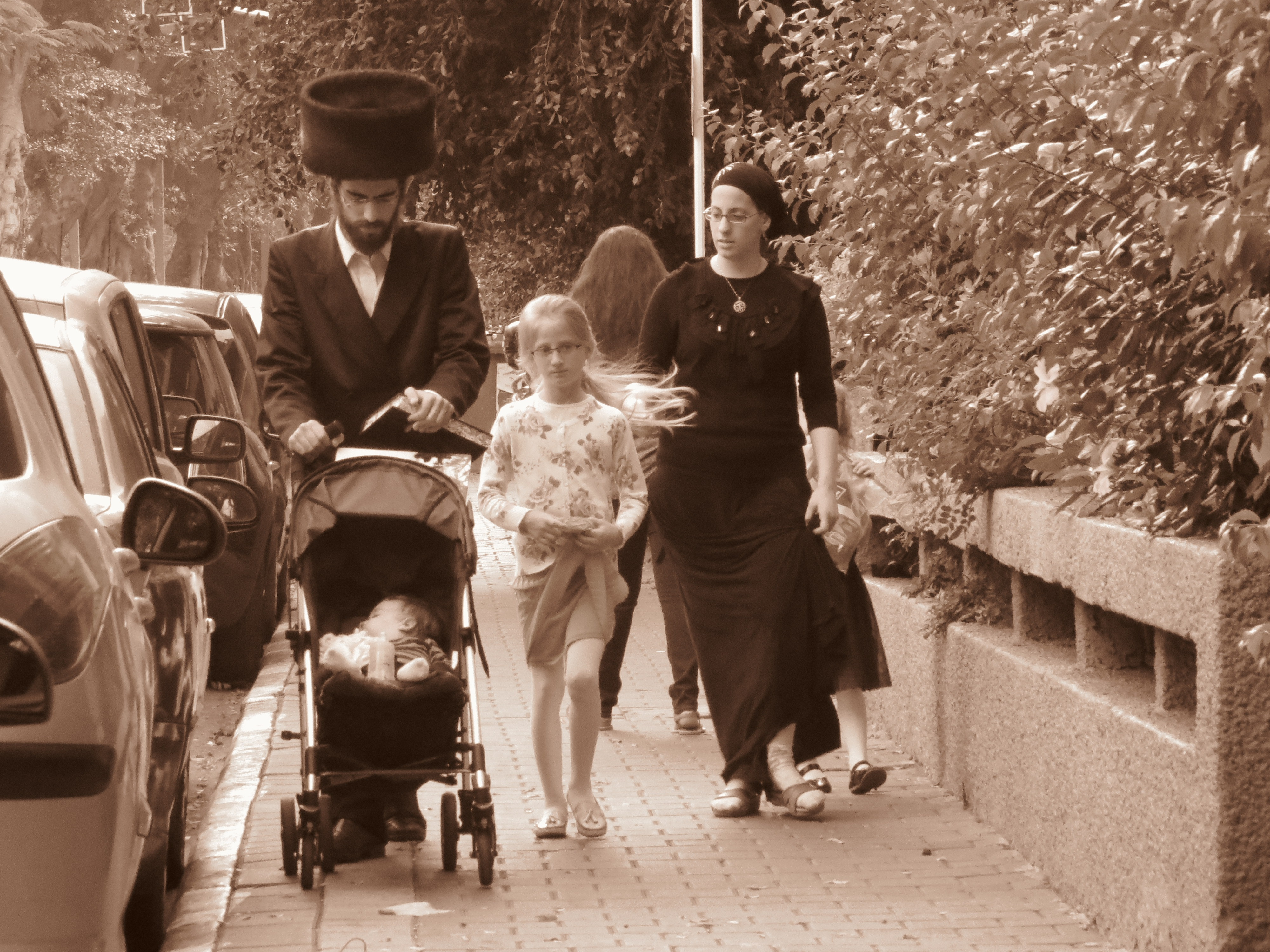
Charedische Familie in Tel Aviv, 2014

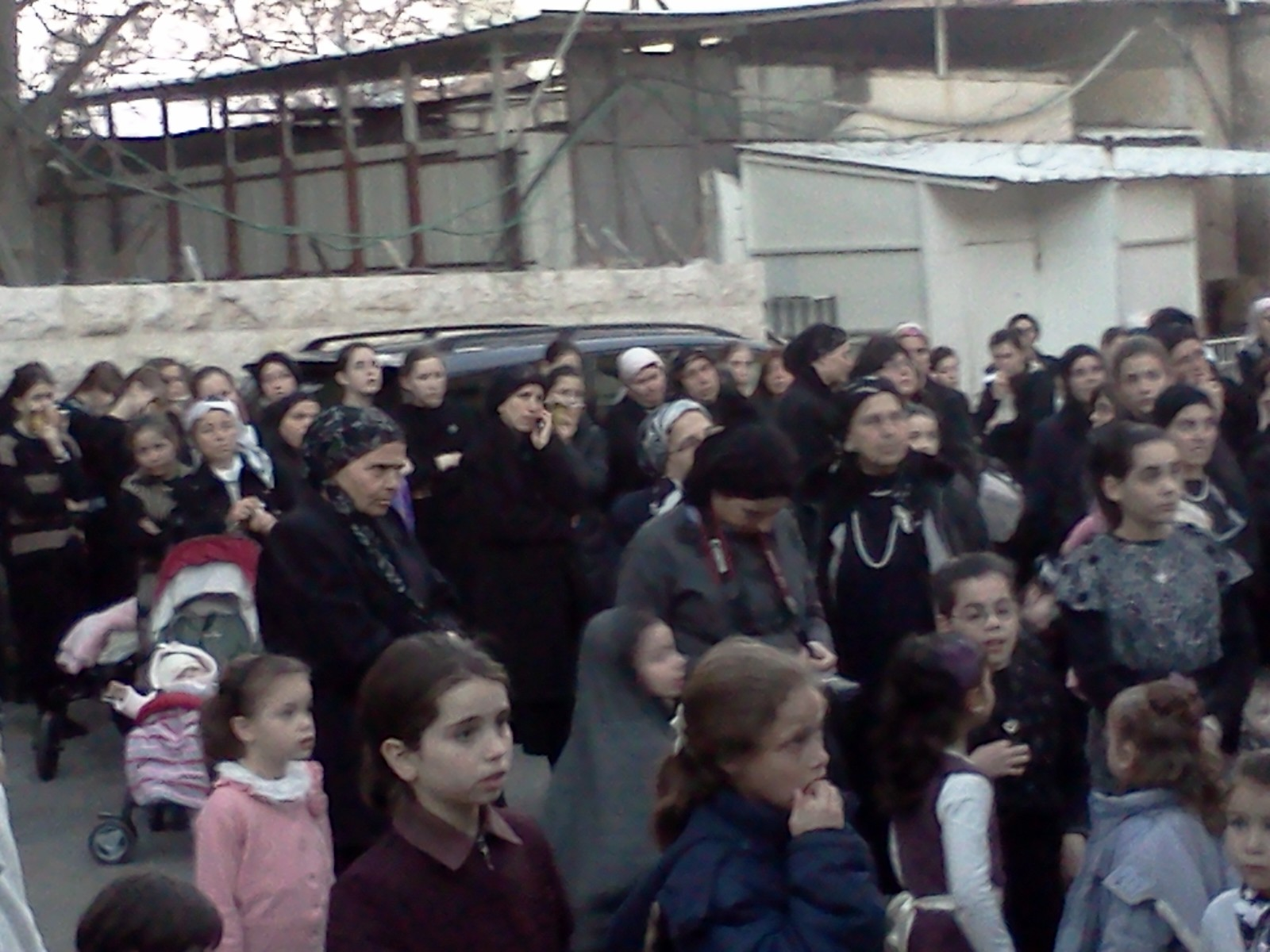
Charedische Frauen und Mädchen in Jerusalem

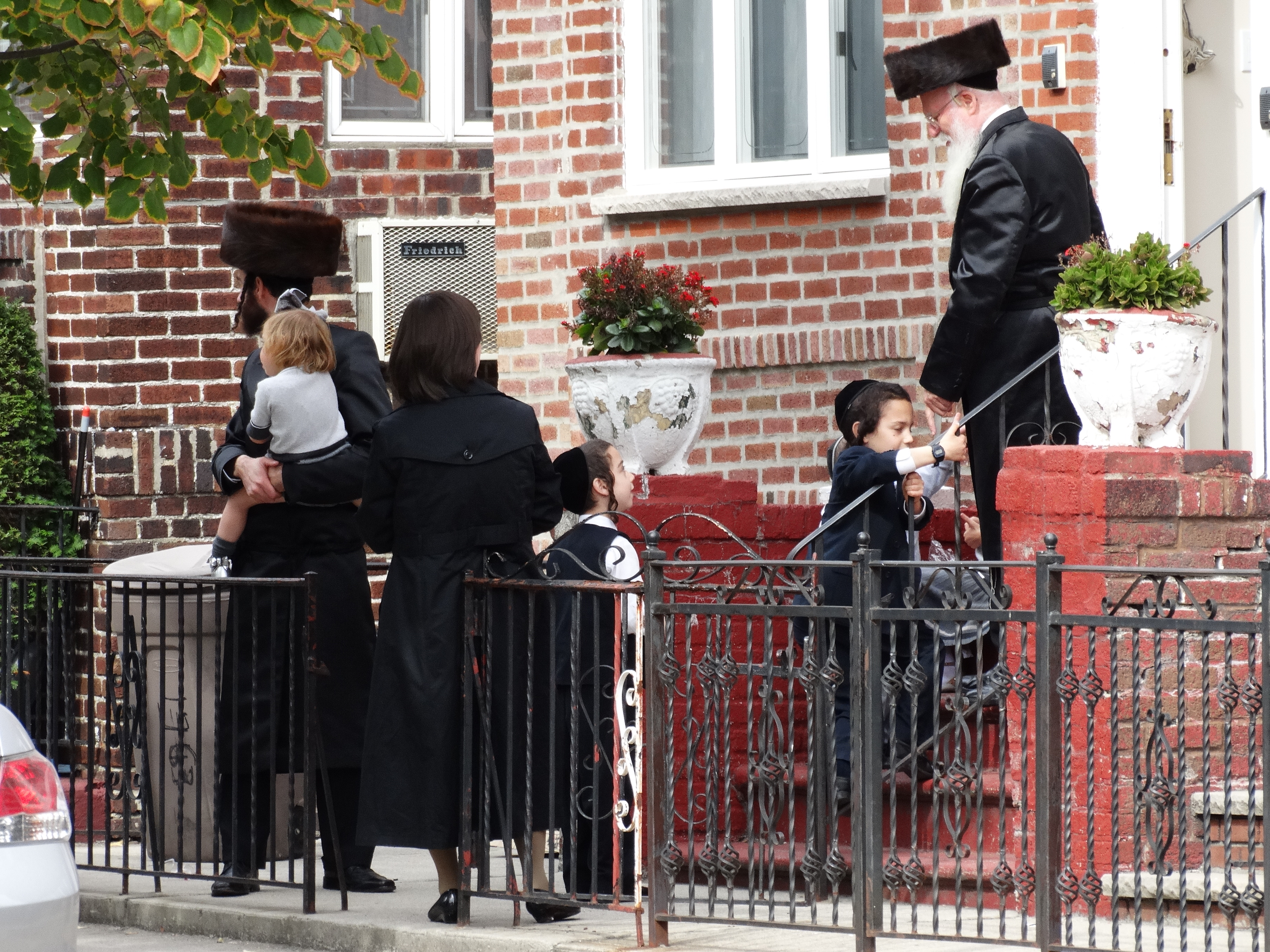
Chassidische Familie in Borough Park, Brooklyn, New York

Das ultraorthodoxe bzw. charedische Judentum (hebräisch יַהֲדוּת חֲרֵדִית jahadut charedit) ist eine theologisch und sozial konservative, nach Einschätzung von einigen Religionswissenschaftlern fundamentalistische Richtung innerhalb des Judentums.

## Fremd- und Selbstbezeichnungen
Die in nichtjüdischen Medien gängige Bezeichnung „ultraorthodox“ wird von den Anhängern selbst zumeist abgelehnt. Sie bezeichnen sich selbst als „streng orthodox“ oder „charedisch“. Die im Hebräischen gebräuchliche Bezeichnung für einen Anhänger dieser Richtung ist Charedi (חֲרֵדִי, Mehrzahl Charedim חֲרֵדִים, im Englischen auch Haredim von charada חֲרָדָה „Furcht“, deutsch etwa „Gottesfürchtiger“, wörtlich „Zitternder“).

## Geschichte und Verbreitung

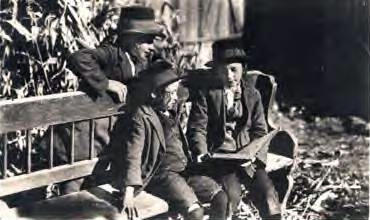
Chassidische Knaben, Polen, Postkarte ca. 1915

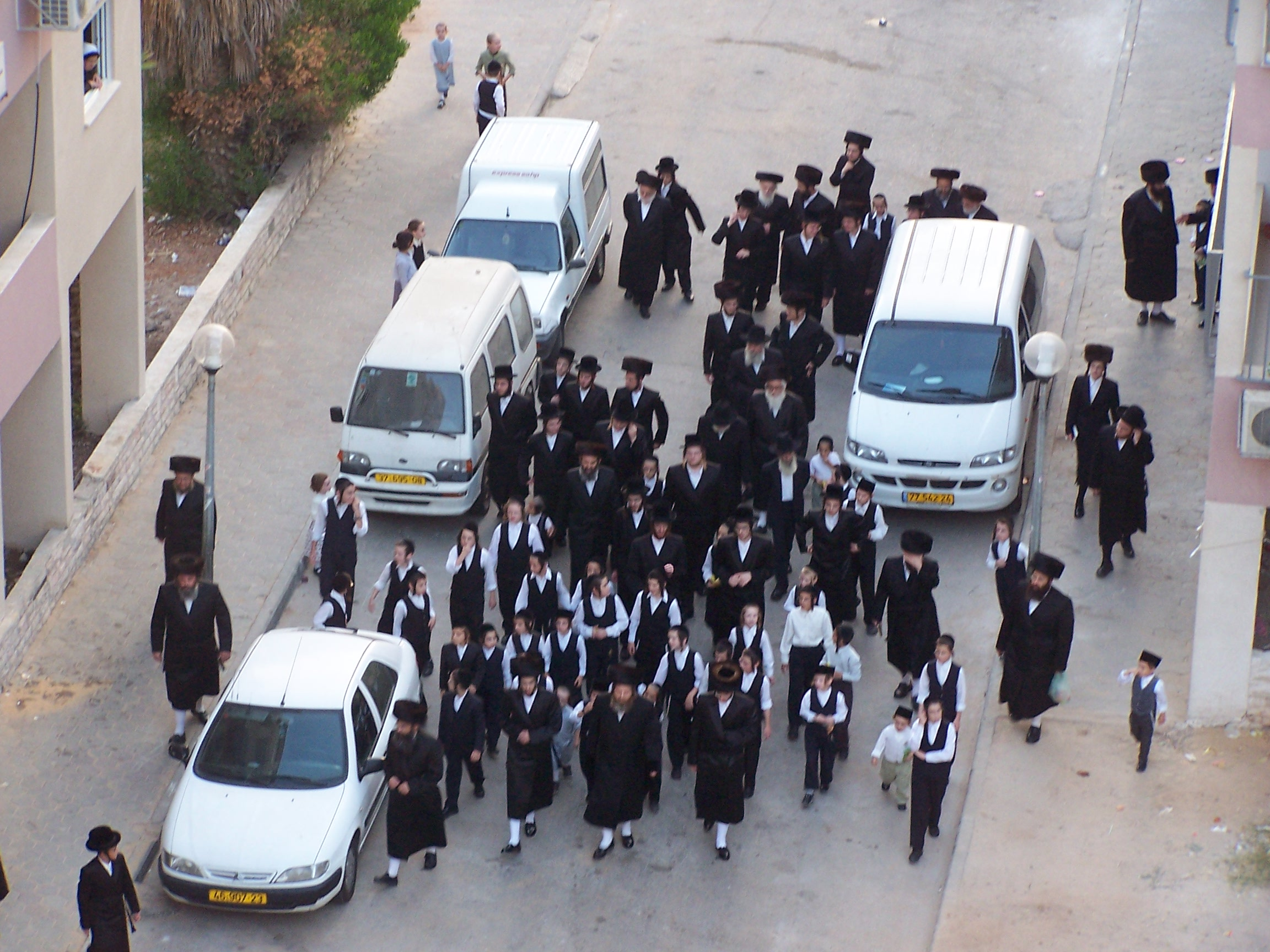
Chassidische Juden auf dem Weg zur Synagoge, Rehovot, Israel

Das ultraorthodoxe Judentum entstand im späten 18. Jahrhundert und im Laufe des 19. Jahrhunderts als Reaktion auf die jüdische Aufklärung (Haskalah) und die Emanzipationsbestrebungen von Juden in Mittel- und Osteuropa. Charedische Juden lehnen die Normen der Moderne größtenteils ab und befürworten eine Rückkehr zu – teilweise neu erfundenen – traditionellen Werten.
Ultraorthodoxe Juden gibt es sowohl unter den aschkenasischen wie unter den sephardischen Juden. Letztere machen jedoch nur rund 20 Prozent aus. Die aschkenasischen ultraorthodoxen Juden teilen sich in Gruppen von Chassidim und Mitnagdim. Äußerlich an ihrem uniformen und züchtigen Kleidungsstil erkennbar, unterscheiden sie sich von den übrigen orthodoxen Juden dadurch, dass sie weltlichem Wissen eher ablehnend gegenüberstehen und ein streng reguliertes, meist auf ein rabbinisches Oberhaupt ausgerichtetes Leben abseits der Mainstream-Gesellschaft, sowohl der jüdischen wie nichtjüdischen, führen.
Die Zahl der ultraorthodoxen Juden wurde 2007 weltweit auf ca. 1,3 bis 1,5 Millionen geschätzt. Davon lebte der größte Teil, ca. 700.000, in Israel. In den USA und Kanada lebten etwa 500.000 ultraorthodoxe Juden. In Europa gibt es im Vereinigten Königreich, in Frankreich, Belgien, Österreich und der Schweiz größere ultraorthodoxe jüdische Gemeinschaften, die größte davon in England, wo im Jahr 2007 rund 46.500 ultraorthodoxe Juden lebten. Das ultraorthodoxe Judentum ist die am schnellsten wachsende Bevölkerungsgruppe in Israel sowie die am schnellsten wachsende jüdische Bevölkerungsgruppe in den USA, in Kanada und in Großbritannien.
Zentren des ultraorthodoxen Judentums (außerhalb Israels) befinden sich unter anderem in New York, besonders in Brooklyn sowie in Kiryas Joel, in Lakewood, New Jersey, in Toronto und Montreal, in London, Manchester und Gateshead, in Antwerpen, in Straßburg, in Wien und in Zürich.

## Die Charedim in Israel

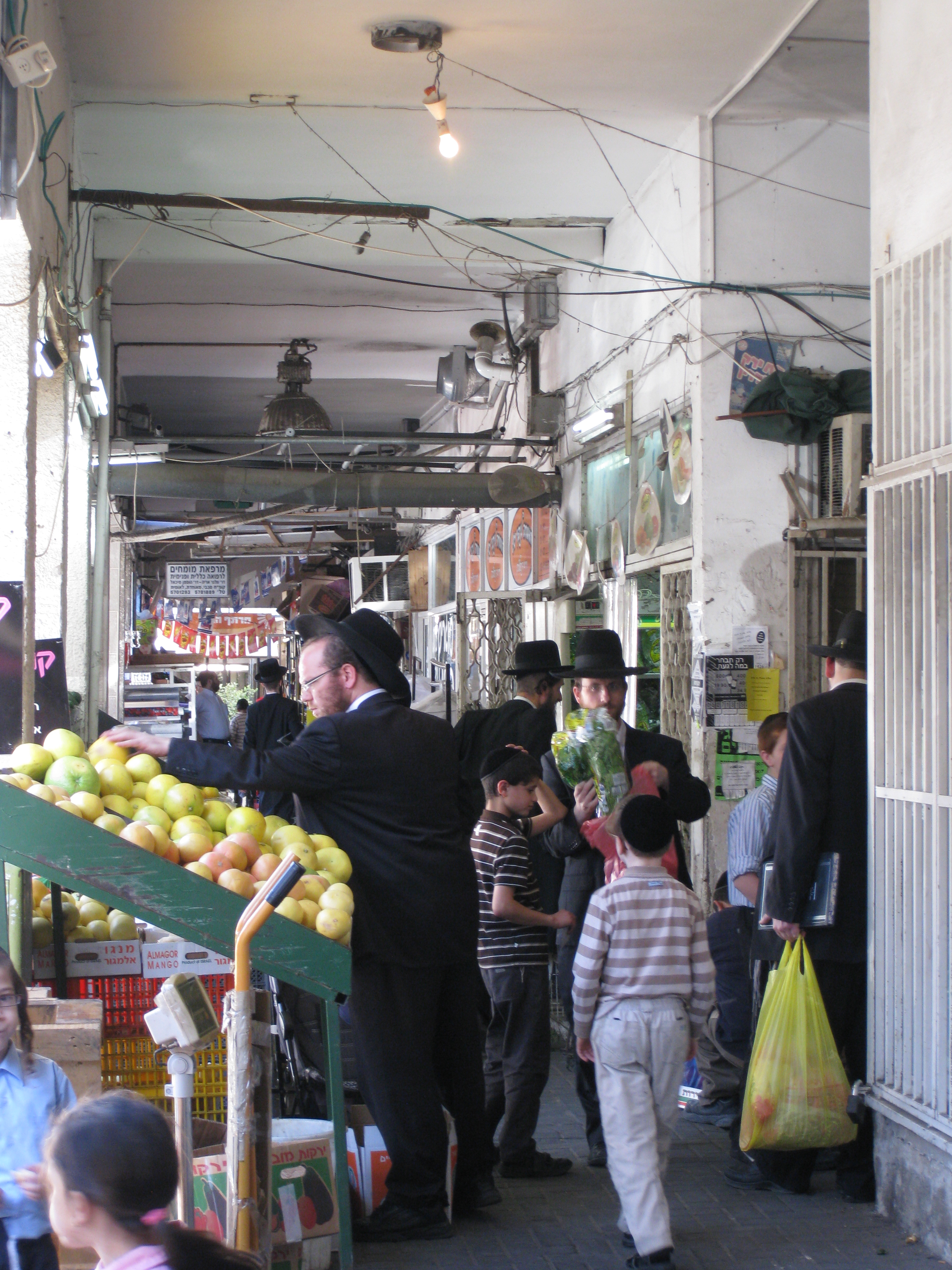
Ultraorthodoxe jüdische Männer und Kinder beim Einkauf, Bnei Brak, 2010

### Anteil an der Bevölkerung
In Israel stellen die Charedim mittlerweile geschätzt bis zu 15 Prozent der Bevölkerung. Allerdings verlässt seit den 2010er Jahren eine wachsende Zahl junger Erwachsener, so genannte „XOs“ (Ex-Orthodoxe), die ultraorthodoxen Gemeinden, nicht zuletzt weil die bisherige Abschottung der Charedim von der säkularen israelischen Gesellschaft sich in Zeiten des Internets nicht mehr wie gewohnt durchsetzen lässt. Demgegenüber nehmen auch säkulare oder gemäßigt religiöse jüdische Israelis den ultraorthodoxen Lebensstil an, so genannte „Chosrim beTschuvah“ (Zum Judentum Zurückkehrende).

### Bevorzugte Wohnorte
Die meisten charedischen Einwohner hat Jerusalem. Dort prägen sie ganze Stadtviertel, wie etwa Me'a Sche'arim und Geula. Auch die Städte Bnei Brak und Bet Schemesch gehören zu den Orten mit großer ultraorthodoxer Bevölkerung. Manche Charedim leben auch in Siedlungen in der Westbank, so etwa in Betar Illit, Immanuel und Modi’in Illit.

### Berufstätigkeit
In Israel gehen 54 Prozent der charedischen jüdischen Männer (Stand 2024) einer regulären Arbeit nach, die anderen verbringen ihre Zeit in einer religiösen Lehranstalt, der Jeschiwa, mit dem Studium der religiösen Schriften, vor allem Tanach und Talmud. Sie werden in der Regel vom Staat finanziell unterstützt. Dagegen sind 80 Prozent der charedischen Frauen berufstätig und haben häufig eine bessere Schul- und Berufsausbildung als die theologische Studien betreibenden Männer.

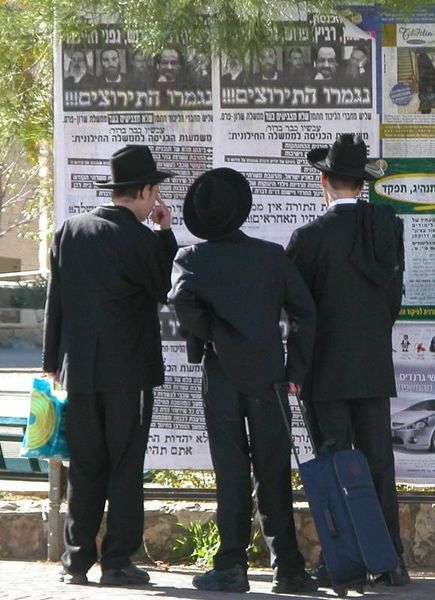
Junge charedische Männer in Jerusalem

### Ehe und Familie
In der Regel heiraten ultraorthodoxe Männer und Frauen im Alter von 18 bis 22/23 Jahren und haben im Durchschnitt 7,2 Kinder.
Ultraorthodoxe Juden lehnen wie orthodoxe Juden generell inter-konfessionelle Ehen zwischen Juden und Nicht-Juden ab. Derartige Verbindungen seien gemäß jüdischem Recht (Halacha) verboten. Der ehemalige israelische Innenminister Arje Deri verurteilte es scharf, als Zeitungen berichteten, Jair Netanjahu, Sohn von Premier Benjamin Netanjahu, sei mit einer nichtjüdischen norwegischen Frau liiert. Die von dem ultraorthodoxen Führer Shlomo Helbrans gegründete Sekte Lev Tahor steht im Verdacht, die Menschenrechte ihrer Mitglieder zu missachten, und wird mit Kindesmissbrauch in Zusammenhang gebracht.

### Sozialer Status
Etwa 53 Prozent der ultraorthodoxen israelischen Juden lebten 2018 nach Zahlen des israelischen Zentralbüros für Statistik unter der Armutsgrenze. Gründe dafür sieht das Haredim-Institut für Öffentliche Angelegenheiten in der ultraorthodoxen Lebensweise, in der Geld und der wirtschaftliche Status einen eher geringen Stellenwert haben. Die Hauptgründe für das niedrige Pro-Kopf-Einkommen sind die verhältnismäßig niedrige Beschäftigungsrate, das religiös dominierte Bildungssystem, das junge Heiratsalter sowie die großen Familien.

### Wehrpflicht

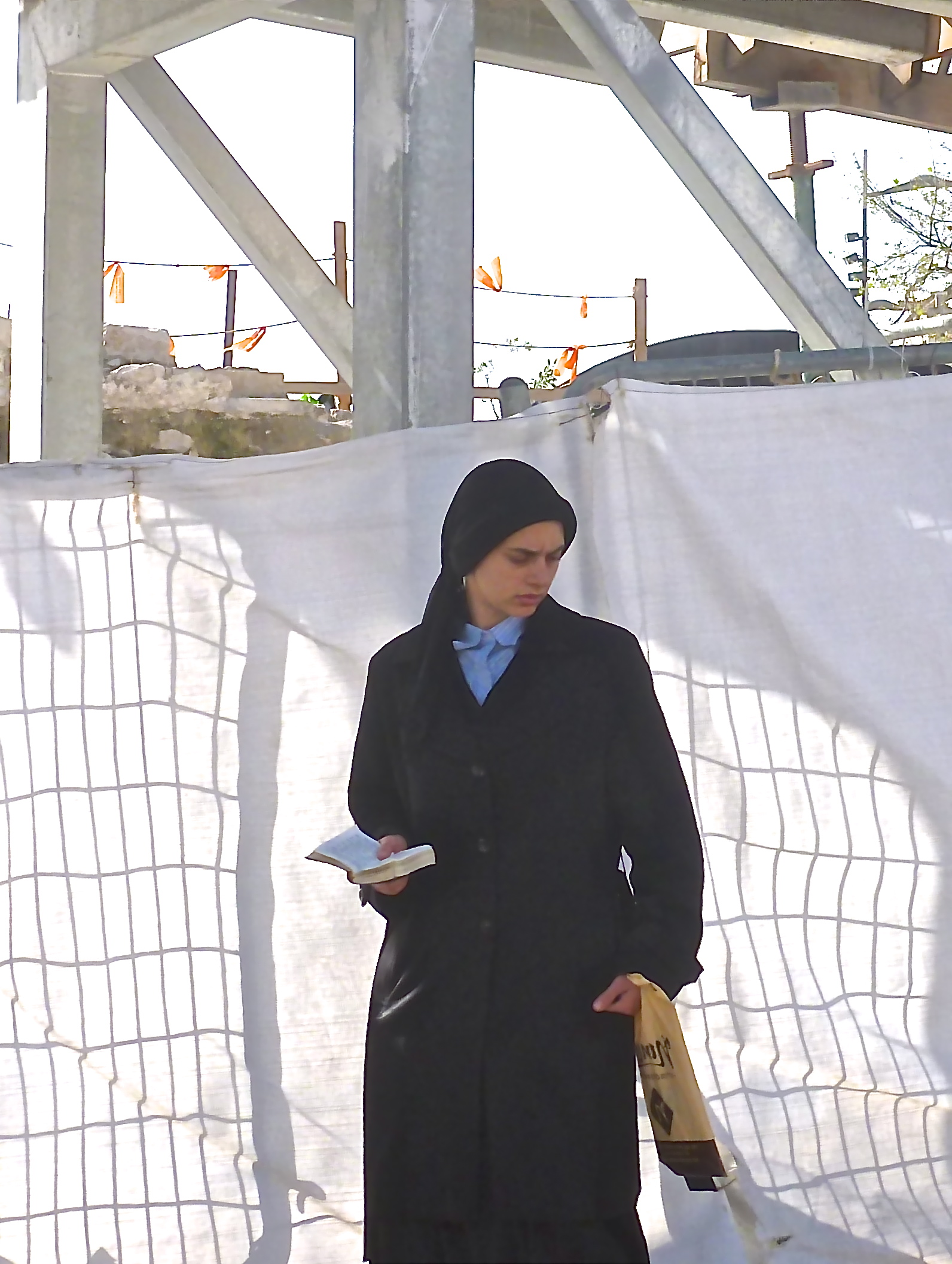
Charedische Frau beim Gebet an der Westmauer in Jerusalem

In den Anfangsjahren Israels wurden etwa 400 charedische Juden von der Wehrpflicht befreit. Seit den 1950er Jahren leisten nur sehr wenige charedische Männer in Israel Armeedienst. 2012 entschied das Oberste Gericht, dass die obligatorische Befreiung ultraorthodoxer Talmudschüler vom Militärdienst verfassungswidrig ist. Am 12. März 2014 beschloss die Knesset ein Gesetz, das den Umfang von in der Bevölkerung vielfach als ungerecht wahrgenommenen Ausnahmen und Aufschüben des Militärdienstes begrenzte. Dadurch stieg der Anteil ultraorthodoxer jüdischer Männer, die Wehrdienst leisten, stark an. Für 2013 wurde ihre Zahl auf 60.000 bis 70.000 geschätzt. 
2017 gab es 2.848 Freistellungen und 27.440 Dienstaufschübe.
Seit dem Beginn des Gaza-Krieges am 7. Oktober 2023 (Terrorangriff der Hamas auf Israel) hat die Kritik an der Wehrdienst-Freistellung Ultraorthodoxer zugenommen. Der Oberste Gerichtshof erließ am 27. März 2024 eine einstweilige Anordnung, die Regierung Israels müsse ab dem 1. April 2024 die Finanzierung von ultraorthodoxen jungen Männern einstellen, die in Jeschiwas (religiösen Seminaren) studieren und keinen Wehrdienst leisten.
Am 25. Juni 2024 stellten neun Richter des Obersten Gerichtshofs einstimmig fest, dass auch charedische Juden zum Wehrdienst herangezogen werden müssten. 
Am 30. Juni 2024 demonstrierten zehntausende charedische Juden gegen dieses Gerichtsurteil. Sie lieferten sich teilweise Straßenschlachten mit der Polizei.
Die Armee plante, vom 20. Juli bis zum Jahresende 2024 3.000 Ultraorthodoxe in die Hasmonäer-Brigade einzuberufen. Als rund 1200 Einberufungsbescheide an Ultraorthodoxe versendet wurden, kam es zu Protesten, bei denen Ultraorthodoxe in die Militärbasis Tel HaSchomer eindrangen. Auf Protestplakaten stand, sie würden „studieren bis zum Tod“.

## Wachsende politische Macht der Haredim
Die Haredim sind in der Knesset vor allem durch zwei Parteien vertreten: Schas und Vereinigtes Thora-Judentum. Beide Parteien sind regelmäßig Teil von Regierungskoalitionen, da sie als Koalitionspartner für größere Parteien oft unverzichtbar sind. Dadurch können sie zentrale Anliegen ihrer Gemeinschaft durchsetzen, insbesondere in Fragen von Religion, Bildung und Sozialleistungen. Ihr Einfluss ist so groß, dass sie bei politischen Krisen immer wieder mit Koalitionsaustritt drohen, um ihre Forderungen durchzusetzen.

### Die wichtigsten Parteien und ihre Führungspersönlichkeiten

#### Schas
Schas ist die größte sephardisch-haredische Partei. Sie wurde 1984 gegründet, um die Interessen der sephardischen und mizrachischen Haredim zu vertreten. Schas setzt sich für eine noch stärkere Rolle der Religion im öffentlichen Leben ein, fordert mehr Mittel für religiöse Schulen (Jeschiwot) und verteidigt die Ausnahmeregelungen vom Militärdienst für ultraorthodoxe Männer. Die Partei ist bekannt für ihren charismatischen Gründer und langjährigen spirituellen Führer, Rabbi Ovadia Yosef (1920–2013). Heute ist Aryeh Deri der zentrale politische Kopf und Vorsitzende der Partei. Schas ist regelmäßig Teil von Regierungskoalitionen und nutzt diese Position, um Einfluss auf Sozial- und Bildungspolitik zu nehmen.

#### Vereinigtes Thora-Judentum (UTJ)
Das Vereinigte Thora-Judentum (UTJ) ist ein Bündnis aschkenasischer ultraorthodoxer Parteien, bestehend aus Agudat Jisrael und Degel HaTora. UTJ vertritt vor allem die Interessen der aschkenasischen Haredim und ist strikt gegen jede Aufweichung religiöser Vorschriften im öffentlichen Leben. Die Partei ist traditionell zurückhaltend, was Ministerämter betrifft, und konzentriert sich auf den Einfluss im Parlament und in den Ausschüssen. Zu den prominenten Köpfen gehört Menachem Eliezer Moses, der als ehemaliger Vize-Bildungsminister aktiv war.

### Zentrale Themen und Konfliktfelder
Ein zentrales Thema ist die Befreiung ultraorthodoxer Männer vom Militärdienst. Diese Regelung sorgt immer wieder für gesellschaftliche und politische Spannungen, da säkulare und religiöse Israelis hier unterschiedliche Erwartungen an Gleichberechtigung und Staatsbürgerpflichten haben. Weitere Streitpunkte sind der Einfluss der Religion auf Eheschließung, Konversion, Bildung und die Einhaltung des Schabbat. Die Haredim setzen sich konsequent für die Finanzierung ihrer religiösen Bildungseinrichtungen und für großzügige Sozialleistungen ein.

### Strategien und Auswirkungen
Die haredischen Parteien agieren – gemeinsam mit den orthodox-nationalreligiösen Parteien – als „Verteidiger des jüdischen Charakters“ Israels und bekämpfen und blockieren regelmäßig Gesetzesinitiativen, die eine stärkere Trennung von Religion und Staat oder eine Liberalisierung des öffentlichen Lebens anstreben. Durch ihre Koalitionsmacht können sie politische Zugeständnisse erreichen, etwa bei der Finanzierung religiöser Institutionen oder der Gestaltung von Gesetzen nach halachischen Prinzipien. Diese Entwicklung führt zu einer Polarisierung zwischen säkularen und ultraorthodoxen Gruppen.

### Verhältnis zum Staat Israel

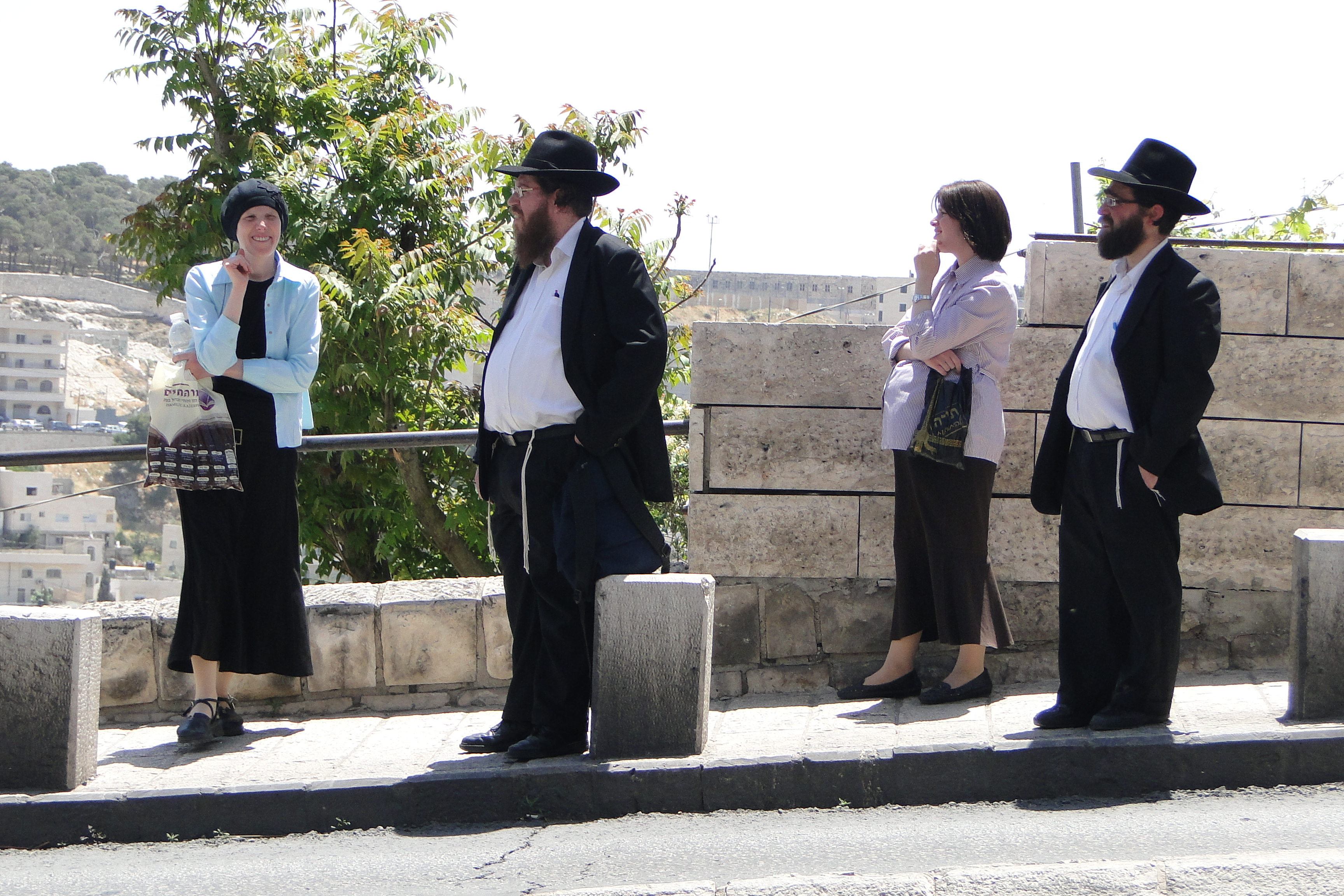
Charedische Ehepaare in Jerusalem

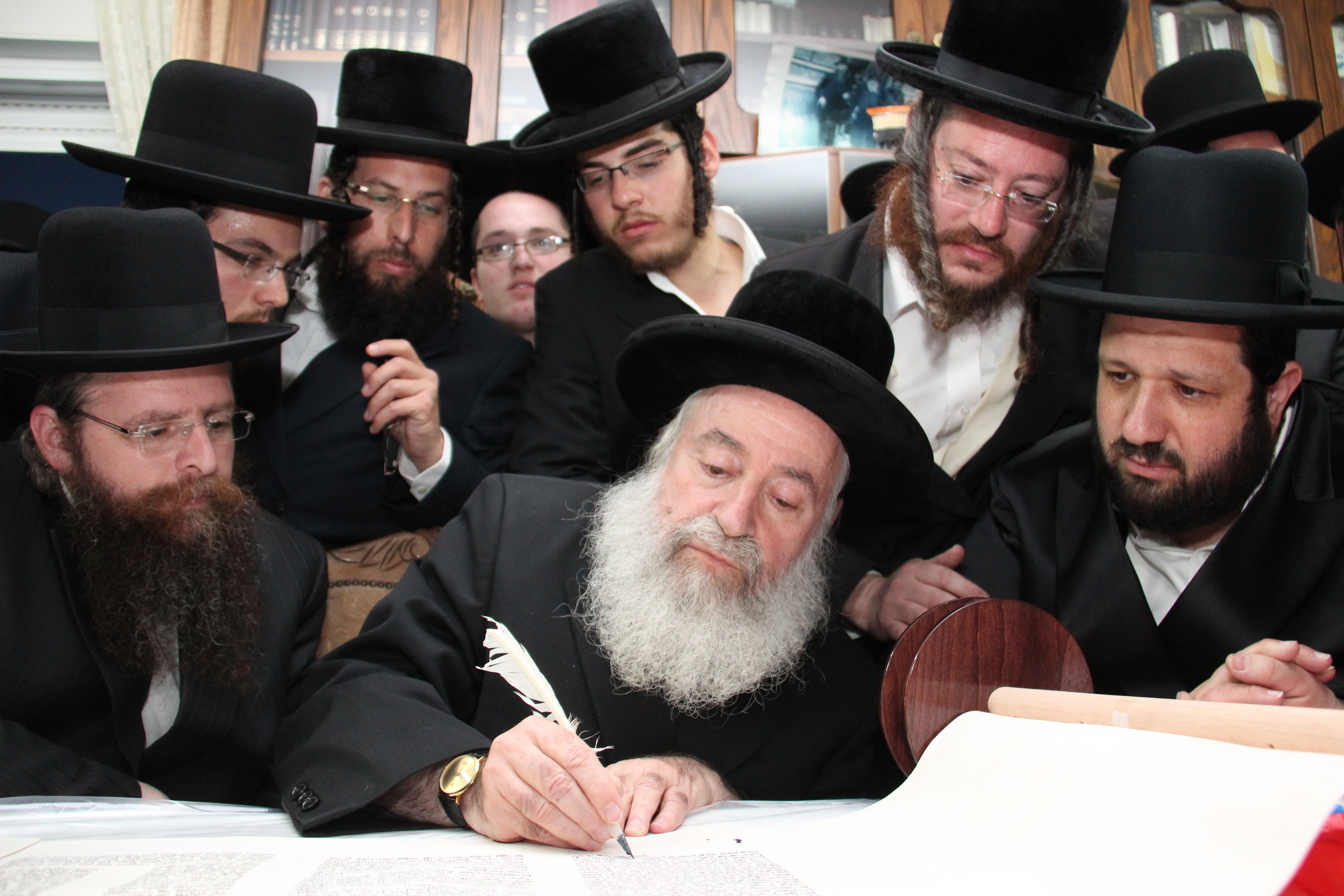
Charedische Männer in der jüdischen Siedlung Beitar Illit

In seiner Haltung zum Staat Israel ist das ultraorthodoxe Judentum, sowohl in Israel als auch außerhalb, gespalten. Einige charedische Gruppen lehnen den Staat Israel ab, da ihrer Ansicht nach nur der Messias einen jüdischen Staat wiedererrichten darf. Hierzu gehören u. a. Neturei Karta und die in der Organisation Edah HaChareidis zusammengeschlossenen Gruppen. Andere beteiligen sich trotz ihrer Ablehnung des Zionismus aktiv an der israelischen Politik. Beispiele hierfür sind Agudat Jisra’el und Degel haTora als Vertretung ultraorthodoxer Aschkenasim. Eine dritte Gruppe, besonders sephardische Juden, die von der Partei Schas vertreten werden, befürwortet den Zionismus, lehnt aber einen säkularen Staat ab.
In Israel haben ultraorthodoxe Gruppierungen und Parteien, sowohl zionistische wie nichtzionistische, seit der Staatsgründung einen bedeutenden politischen Einfluss, da ohne ihre Unterstützung oft keine Regierungsmehrheiten zustande kommen. Einen ebenfalls großen Einfluss auf die israelische Gesellschaft übt das Oberrabbinat aus, dem zwei Oberrabbiner, ein aschkenasischer und ein sephardischer, vorstehen.

## Die Einhaltung des Schabbats

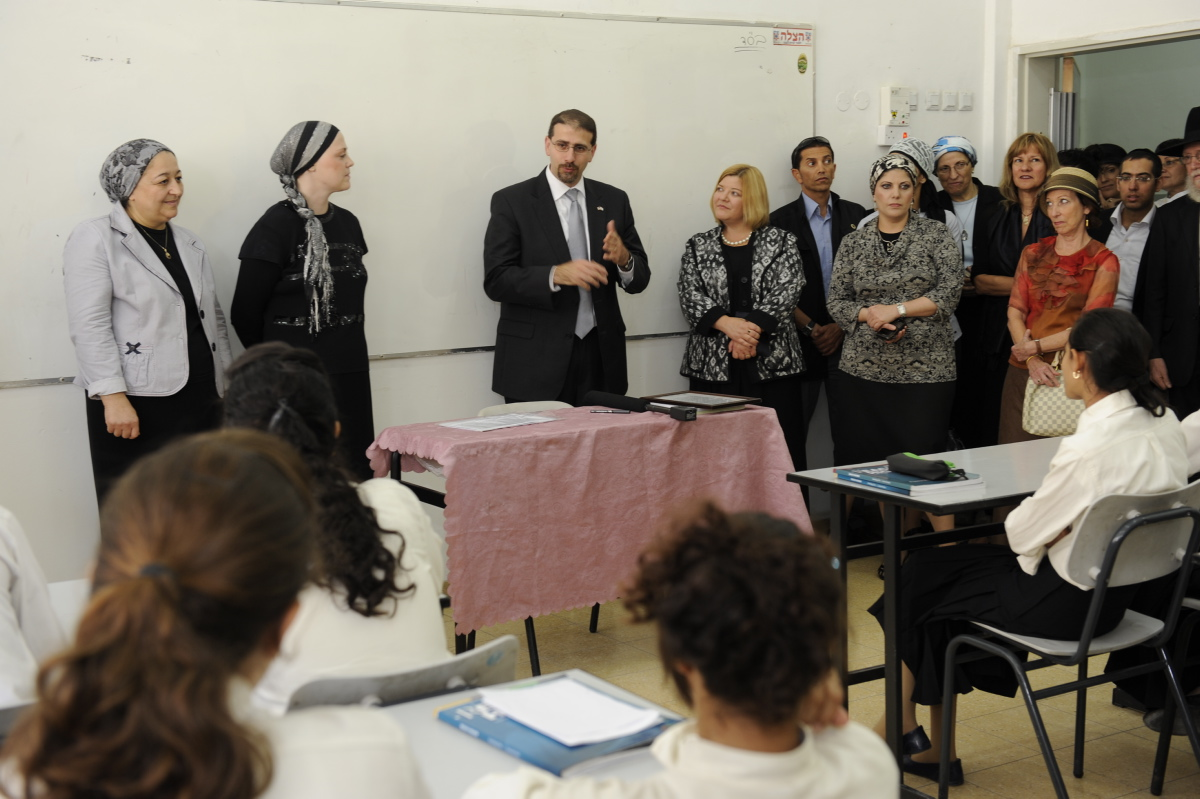
Charedim in Bnei Berak, Israel (Besuch des US-Botschafters Daniel Shapiro)

Für ultraorthodoxe Juden (wie für alle orthodoxen Juden) ist der Schabbat eines der wichtigsten Ereignisse. Die Einhaltung des Schabbats ist so wichtig, dass gesagt wird: „Der Schabbat wiegt alle Gebote auf. Wer den Schabbat vorschriftsmäßig hält, hat damit gleichsam die ganze Thora anerkannt, und wer ihn entweiht, ist, als ob er die ganze Thora abgeleugnet hätte.“ Dabei sind insbesondere die Schabbat-Regeln von besonderer Bedeutung. Am Schabbat gibt es 39 verbotene Hauptarbeiten (alles planvolle zielgerichtete Tun, das mit dem Werktag verbunden ist, fällt unter dieses Verbot). Eine Ausnahme ist zum Beispiel, wenn ein Menschenleben gefährdet ist. Um diese Regeln einhalten zu können, ohne auf Annehmlichkeiten verzichten zu müssen, werden gewisse Hilfsmittel erdacht, welche die Regeln nicht verletzen: Für diese Fälle gibt es Erleichterungen, etwa spezielle, auf „indirekter Verursachung“ (aramäisch Grama genannt) basierende Lichtschalter.

## Dokumentationsfilm
- 37 Grad (ZDF): Ultraorthodox? Nein danke! Jüdische Aussteiger*innen in Dresden (26 Minuten, Ausstrahlung am 27. März 2022)